# Dziekcz
Dziekcz (niem. Dzeks) – osada borowiacka w Polsce, położona w województwie kujawsko-pomorskim, w powiecie tucholskim, w gminie Tuchola, na obszarze Tucholskiego Parku Krajobrazowego i nad rzeką Brdą. Miejscowość jest częścią składową sołectwa Klocek.
W latach 1975–1998 miejscowość administracyjnie należała do województwa bydgoskiego.